# Changesita-(Y)
La changesita–(Y) és un mineral de la classe dels fosfats que pertany al grup de la merril·lita. Rep el nom de Chang'e, la deessa de la Lluna a la mitologia xinesa.

## Característiques
La changesita–(Y) és un fosfat de fórmula química (Ca₈Y)◻Fe²⁺(PO₄)₇. Va ser aprovada com a espècie vàlida per l'Associació Mineralògica Internacional l'any 2022 i publicada en el mes de febrer de 2024. Cristal·litza en el sistema trigonal.
L'exemplar que va servir per a determinar l'espècie, el que es coneix com a material tipus, es troba conservat a les col·leccions mineralògiques dels Observatoris Astronòmics Nacionals de l'Acadèmia Xinesa de Ciències (Pequín, Xina), amb el número de catàleg: CE5C0600YJFM002GP.

## Formació i jaciments
Va ser descoberta a les mostres recollides al lloc d'allunatge del Chang'e 5, a l'Oceanus Procellarum (La Lluna), en forma de cristalls columnars transparents i incolors que es troben en partícules de basalt lunar. El Chang'e 5 es va enlairar el 24 de novembre de 2020 i va arribar al satèl·lit de la Terra l'1 de desembre. Després de recollir van recollir gairebé 2 quilos de mostres, va aterrar al nostre planeta el 17 de desembre. Aquesta espècie mineral no ha estat trobada en cap lloc a la Terra.